# فرودگاه شهرستان ساویر
فرودگاه شهرستان ساویر (به انگلیسی: Sawyer County Airport) یک فرودگاه عملیاتی با کد یاتا HYR است که یک باند فرود آسفالت دارد و طول باند آن ۱۵۲۵ متر است. این فرودگاه در کشور ایالات متحده آمریکا قرار دارد و در ارتفاع ۳۷۰٫۶ متری از سطح دریا واقع شده است.